# Jonathan Groth
Jonathan Groth, né le 9 novembre 1992, est un pongiste danois.

## Biographie
Jonathan Groth a remporté le titre en double messieurs lors des championnats d'Europe de tennis de table 2016 associé à l'allemand Patrick Franziska; il avait été médaillé d'argent lors des championnats d'Europe 2010. Il a remporté également l'Open de Croatie en 2016.
Il a représenté son pays lors des Jeux olympiques d'été de 2016, éliminé au 3e tour par Ma Long. Après les jeux il était classé no 27 mondial.
Il est médaillé d'argent en simple des Jeux européens de 2019.
Il fait ensuite partie de l'équipe du Danemark médaillée de bronze aux Championnats d'Europe de tennis de table 2021 à Cluj.